# Биттер, Карл Герман
Карл Герман Биттер (нем. Karl Hermann Bitter; 27 февраля 1813, Шведт, Бранденбург — 12 сентября 1885, Берлин) — прусский государственный деятель и музыкальный писатель.

## Биография
Сын прусского налогового чиновника. С 1830 года обучался в Берлинском, затем в Боннском университете, где изучал право и камеральные науки. После окончания учёбы в 1833 году в Берлине начал свою служебную карьеру.
В 1856—1860 гг. состоял в качестве прусского уполномоченного членом Европейско-Дунайской комиссии по урегулированию судоходства по международным рекам Европы в Галаце. Во время франко-прусской войны был префектом департамента Вогезы .
В 1877 занял место помощника статс-секретаря в министерстве внутренних дел, в феврале 1879 года был назначен председателем образованной на основании закона о социалистах имперской комиссии, а в июле того же года занял пост министра финансов.
Главной задачей своей министерской деятельности он поставил дальнейшее проведение бисмарковской податной реформы, которой было положено начало таможенным законодательством 1879 г., особенно же — усиление косвенных имперских доходов посредством введения табачной монополии и возвышения акциза на спирт и солод. Ввёл «Börsensteuer» (биржевой налог), заключил коммерческий договор с Гамбургом, по которому этот город вошёл в Германский таможенный союз. Восстановил стабильность прусских финансов и сыграл заметную роль в обеспечении контроля над железными дорогами Германии. Он ушел в отставку в 1882 году
В 1882 г. вышел в отставку, вследствие разногласий с Бисмарком. С 1880 г. состоял членом прусской палаты депутатов.
Известен и как писатель. Его литературная деятельность К. Биттера ограничивалась почти исключительно произведениями музыки. Литературные труды его в области истории музыки пользуются и поныне известностью.
Собрание его сочинений («Gesammelte Schriften») содержит, кроме статей о Бахе, Моцарте, Вагнере, ценные заметки о 1848 г., о Востоке, Бисмарке и др.

## Избранная библиография
- Johann Sebastian Bach (Berlin 1865, 2 Tle.; 2. Aufl. 1881, 4 Bde.);
- Mozarts Don Juan und Glucks Iphigenia in Tauris (Berlin 1866);
- Carl Philipp Emanuel Bach, Wilhelm Friedemann Bach und deren Brüder (Berlin 1868, 2 Bde.);
- Über Gervinus' Händel und Shakespeare (Berlin 1869);
- Beiträge zur Geschichte des Oratoriums (Berlin 1872);
- Die Reform der Oper durch Gluck und Richard Wagners Kunstwerk der Zukunft (Braunschweig 1884).